# 佩里耶科迪韦里
佩里耶科迪韦里（Periyakodiveri），是印度泰米尔纳德邦Erode县的一个城镇。总人口11444（2001年）。

## 人口
该地2001年总人口11444人，其中男性5821人，女性5623人；0—6岁人口985人，其中男508人，女477人；识字率58.71%，其中男性为66.90%，女性为50.24%。